# Beihaiparken

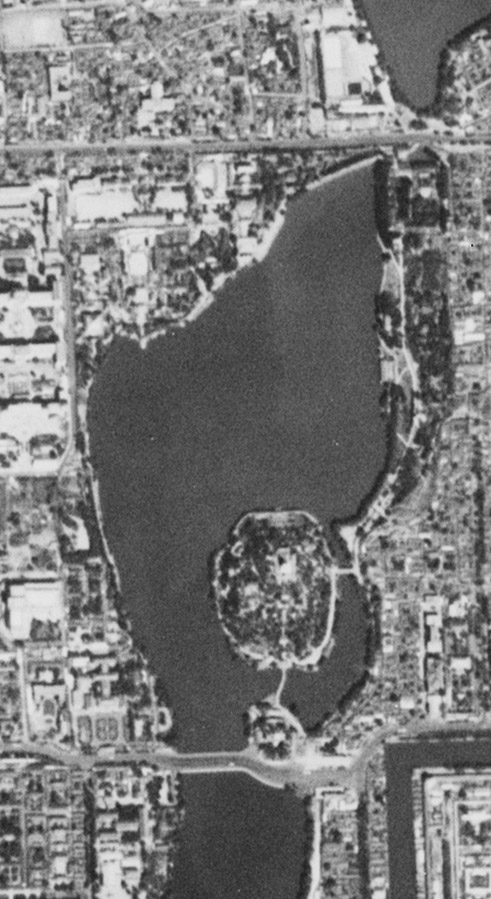
Satellitbild över Beihaiparken från 1967.

Beihaiparken (北海公园; Běihǎi gōngyuán) är en park i centrala Peking i Kina. Parken ligger i Xichengdistriktet precis nordväst om Förbjudna staden. År 1179 under Jindynastin byggdes Daningpalatset (大宁宫) runt en sjö i det området där Beihaiparken finns idag. Beihaiparken utgjorde under Mingdynastin en del av Förbjudna staden. Beihai är idag öppen för allmänheten och ett populärt turist- och utflyktsmål. Parken är uppbyggd kring Beihaisjön.
Omedelbart norr om Beihaiparken ligger Shichahai, ett system av artificiella sjöar såsom. Söder om Beihaiparken ligger Zhongnanhai, där Kinas president och ministrarna i Statsrådet, Kinas regering, har sina officiella residens.
Beihaiparkenligger 67 meter över havet.. Terrängen runt Beihaiparken är mycket platt. Runt Beihaiparken är det i huvudsak tätbebyggt.
| Pekings tunnelbana |         |                       |
|                    | Linje 6 | Beihai North (北海北) |